# Ben Jonson
Pour les articles homonymes, voir Jonson.
Pour l’article ayant un titre homophone, voir Ben Johnson.
Benjamin (dit Ben) Jonson (Westminster, Londres, 11 juin 1572 – Londres, 6 août 1637) est un dramaturge anglais de la Renaissance et du Théâtre élisabéthain. Inventeur de la « comédie des humeurs », il est notamment connu pour ses pièces Volpone et L'Alchimiste, ainsi que pour son amitié et sa rivalité avec William Shakespeare.

## Biographie
Jonson naît à Westminster, Londres. Il affirme que sa famille est originaire de la frontière entre l'Écosse et l'Angleterre, faisant valoir le fait que son blason porte trois fuseaux ou losanges, armes partagées par les Johnstone d'Annandale de Dumfries and Galloway en Écosse. Le père de Ben meurt un mois avant sa naissance, et sa mère se remarie deux ans après, avec un maître maçon. Jonson fréquente une école privée dans St. Martin's Lane (en), puis l'École de Westminster, où il a pour professeur William Camden.
Selon Jonson, il quitte l'école pour aller travailler. Il se fatigue vite de ce métier, sans doute la maçonnerie, et passe quelque temps aux Pays-Bas comme soldat.
Sous le règne de Jacques Ier d'Angleterre, Ben Jonson écrit de nombreux divertissements de cour dits « Masques ». Il collabore avec l'architecte Inigo Jones qui crée les décors, les costumes et les effets spéciaux de ces spectacles à succès. Ben Jonson se brouille par la suite avec Inigo Jones. À cette époque (1633), Ben Jonson écrit la satire A Tale of a Tub où il se moque de l'obsession du puissant surveyor of the King's Works pour les justes proportions. En plus de sa popularité, il bénéficie de la protection d'aristocrates comme Elizabeth Sidney (fille de Philip Sidney).
La comédie Every Man in His Humour (1598) est le premier grand succès de Ben Jonson. S'y perçoit encore l'influence du ton humoristique des œuvres de George Chapman. Mais Ben Jonson se dégage rapidement de cette manière pour trouver son propre style. Si sa tragédie Catilina (Catiline His Conspiracy, 1611) n'obtient qu'un succès d'estime, les comédies écrites au début du règne de Jacques Ier d'Angleterre, notamment Cap à l'Est (Eastward Ho, 1605), Volpone, ou le Renard (Volpone, or the Fox, 1606) , Épicoene, ou la Femme silencieuse (Epicoene, or the Silent Woman, 1609), L'Alchimiste (The Alchemist, 1610) et La Foire de la Saint-Barthélemy (Bartholomew Fair, 1614), valent en son temps au dramaturge une notoriété bien supérieure à celle de William Shakespeare. Fréquemment jouées, elles ont connu et connaissent des adaptations sous diverses formes (opéra, comédie musicale, cinéma). C'est tout particulièrement le cas pour Volpone, comédie où un riche célibataire sans héritiers feint d'être à l'article de la mort pour mieux s'amuser des prétendants à sa succession, est un exemple d'humour noir dans le théâtre jacobéen.
Il est enterré dans l'abbaye de Westminster en position verticale. L'inscription de sa pierre tombale « O Rare Ben Johnson » utilise une graphie différente de son nom de famille.

## Œuvre

### Théâtre

#### Comédies
- A Tale of a Tub (vers 1596)
- The Isle of Dogs(1597), texte perdu écrit en collaboration avec Thomas Nashe
- The Case is Altered (vers 1597), en collaboration avec Henry Porter et, peut-être, Anthony Munday
- Every Man in His Humour (1598)
- Every Man Out of His Humour (1599 ou 1600)
- Cynthia's Revels (1601)
- Poetaster (Le Poétereau, 1601)
- Eastward Ho (1605), en collaboration avec John Marston et George Chapman (titre français : Cap à l'Est)
- Volpone, or the Fox (1606) (titre français : Volpone, ou le Renard)
- Epicoene, or the Silent Woman (1609) (Titre français : Épicoene, ou la Femme silencieuse)
- The Alchemist (1610) (titre français : L'Alchimiste)
- Bartholomew Fair (1614) (titre français : La Foire de la Saint-Barthélemy)
- The Devil is an Ass (1616)
- The Staple of News (1626)
- The New Inn (1629)
- The Magnetic Lady (1632)
- A Tale of a Tub (1633 ?)
- The Sad Shepherd (vers 1637), pastorale inachevée

#### Tragédies
- Sejanus, His Fall (1603)
- Catiline His Conspiracy (1611) (titre français : Catilina)

#### Masques
- The Coronation Triumph, ou The King's Entertainment (1604); en collaboration avec Thomas Dekker
- A Private Entertainment of the King and Queen on May-Day (The Penates) (1604-1616)
- The Entertainment of the Queen and Prince Henry at Althorp (The Satyr) (1603-1604)
- The Masque of Blackness (1605-1608)
- Hymenaei (1606)
- The Entertainment of the Kings of Great Britain and Denmark (The Hours) (1606-1616)
- The Masque of Beauty (1608)
- The Masque of Queens (1609)
- The Hue and Cry After Cupid, ou The Masque at Lord Haddington's Marriage (1608)
- The Entertainment at Britain's Burse (1609), le texte de cette pièce qu'on croyait perdu a été retrouvé en 1997
- The Speeches at Prince Henry's Barriers, ou The Lady of the Lake (1610-1616)
- Oberon, the Faery Prince (1611-1616)
- Love Freed from Ignorance and Folly (1611-1616)
- Love Restored (1612-1616)
- A Challenge at Tilt, at a Marriage (1613-1616)
- The Irish Masque at Court (1613-1616)
- Mercury Vindicated from the Alchemists (1615-1616)
- The Golden Age Restored (1616)
- Christmas, His Masque (1616-1641)
- The Vision of Delight (1617-1641)
- Lovers Made Men, or The Masque of Lethe, or The Masque at Lord Hay's (1617)
- Pleasure Reconciled to Virtue (1618-1641), ce masque, l'un des rares échecs notoires de l'auteur, n'est publié qu'en 1641, à titre posthume, avec d'autres textes mineurs
- For the Honour of Wales (1618-1641)
- News from the New World Discovered in the Moon (1620-1641)
- The Entertainment at Blackfriars, or The Newcastle Entertainment (1620)
- Pan's Anniversary, or The Shepherd's Holy-Day (vers 1620?-1641)
- The Gypsies Metamorphosed (1621-1640)
- The Masque of Augurs (1622)
- Time Vindicated to Himself and to His Honours (1623)
- Neptune's Triumph for the Return of Albion (1624)
- The Masque of Owls at Kenilworth (1624-1641)
- The Fortunate Isles and Their Union (1625)
- Love's Triumph Through Callipolis (1631)
- Chloridia: Rites to Chloris and Her Nymphs (1631)
- The King's Entertainment at Welbeck in Nottinghamshire (1633-1641)
- Love's Welcome at Bolsover (1634-1641)

### Poésie
- Epigrams (1612)

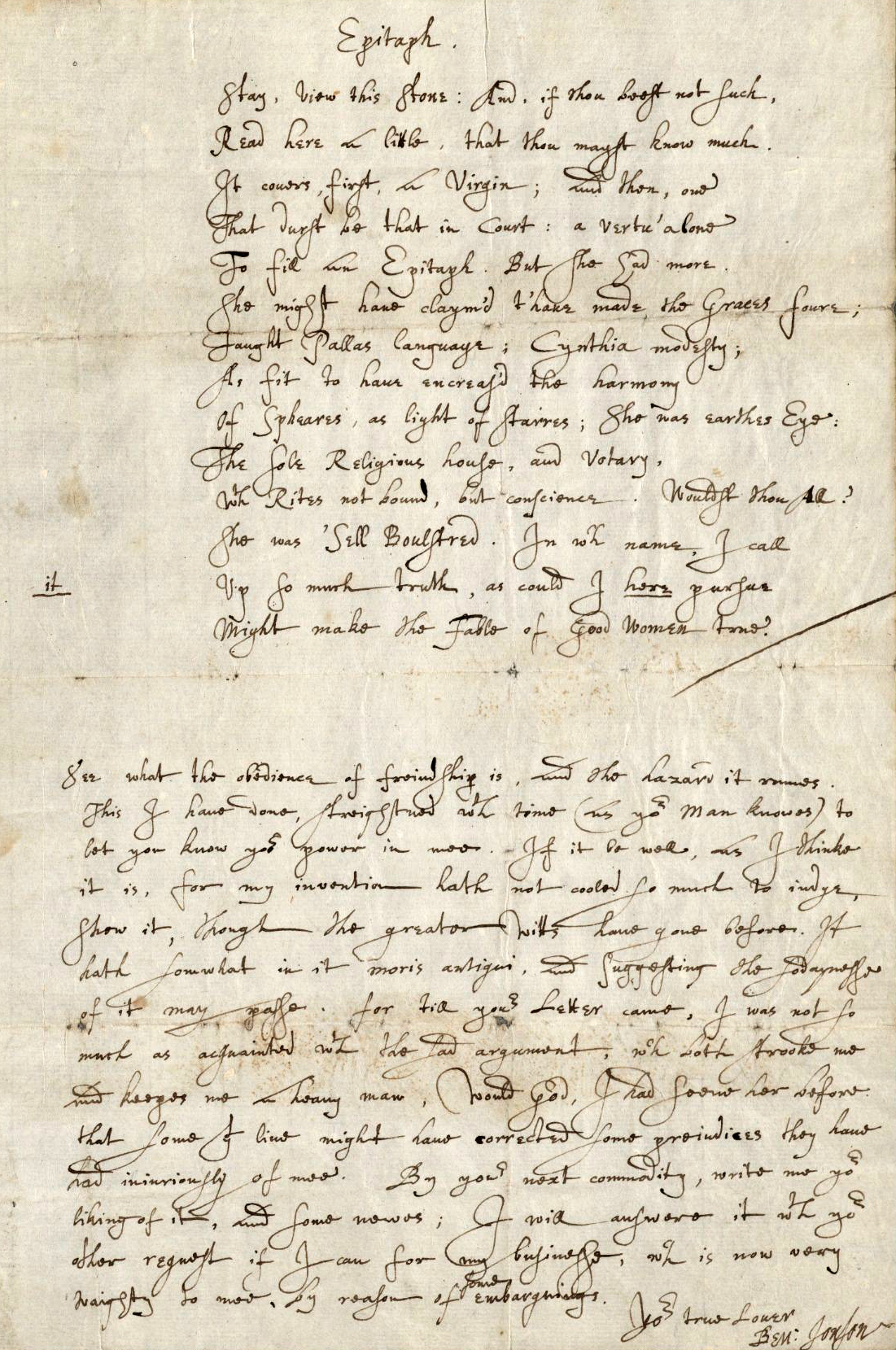
"Epitaph for Cecilia Bulstrode" manuscript, 1609

- The Forest (1616), qui contient le poème To Penshurst
- On My First Sonne (1616), élégie
- To Celia (Drink to Me Only With Thine Eyes) (1616), poème ultérieurement intégré au texte de la pièce Volpone
- A Discourse of Love (1618)
- The Execration against Vulcan (1640)
- Underwood (1640)

### Autres publications
- Traduction de Argenis de John Barclay (1623)
- Traduction de L'Art poétique d'Horace (1640)
- English Grammar (1640)
- Timber, or Discoveries made upon men and matter, as they have flowed out of his daily readings, or had their reflux to his peculiar notion of the times (s.d.)

## Ben Jonson au cinéma
- 2011, Anonymous, film réalisé par Roland Emmerich. Ben Jonson est interprété par Sebastian Armesto.

### Traductions en français
- Traductions dans Théâtre élisabéthain, Gallimard, coll. La Pléiade, t. I : Cap à l'Est, t. II : Volpone, L'Alchimiste, La Foire de la Saint-Barthélémy.

### Études sur Ben Jonson
- Ph. Hardie, The Augustanism of Ben Jonson's Poetaster, dans Labate, M. et Rosati, G., dir., La costruzione del mito augusteo, Heidelberg, 2014, p. 302-313.
- Loxley, J., The Complete Critical Guide to Ben Jonson, Londres, Routledge, 2002.  (ISBN 0-415-22227-3 et 978-041522227-3)